# Sommerekzem

Sommerekzem an der Schweifrübe

Das Sommerekzem ist eine allergische Hautkrankheit von Pferden mit erblicher Komponente.

## Ursache
Das Sommerekzem entsteht infolge einer allergischen Reaktion (Hypersensitivität Typ I) auf den Speichel von stechenden Insekten wie etwa Stechmücken der Gattung Culex, Gnitzen oder Kriebelmücken. Am häufigsten tritt es an Stellen mit senkrecht stehender Behaarung auf, also an der Schweifrübe, dem Mähnenkamm und der Bauchnaht.
Importierte Islandpferde sind aufgrund einer Überreaktion des Immunsystems nach dem Import besonders anfällig. In der Regel erkranken drei von vier Isländern im ersten Jahr nach dem Import. Das Auftreten von Sommerekzem bei auf dem Kontinent gezogenen Islandpferden entspricht dem anderer Rassen.
Auch andere Robustrassen, insbesondere Haflinger, Norweger und importierte Criollos neigen stärker zu Sommerekzem, ebenso wie Friesen. In den letzten Jahren ist eine Zunahme der Erkrankungen auch über andere Rassen zu beobachten. Ursache hierfür könnte zum einen die zunehmend beliebter gewordene artgerechte Offenstallhaltung und damit verstärkter Kontakt mit den allergieauslösenden Insekten, zum anderen aber auch die Zunahme negativer Umwelteinflüsse sein. Falsche, insbesondere zu reichliche Fütterung und Bewegungsmangel spielen für den Ausbruch der Krankheit ebenfalls eine Rolle.

## Symptome

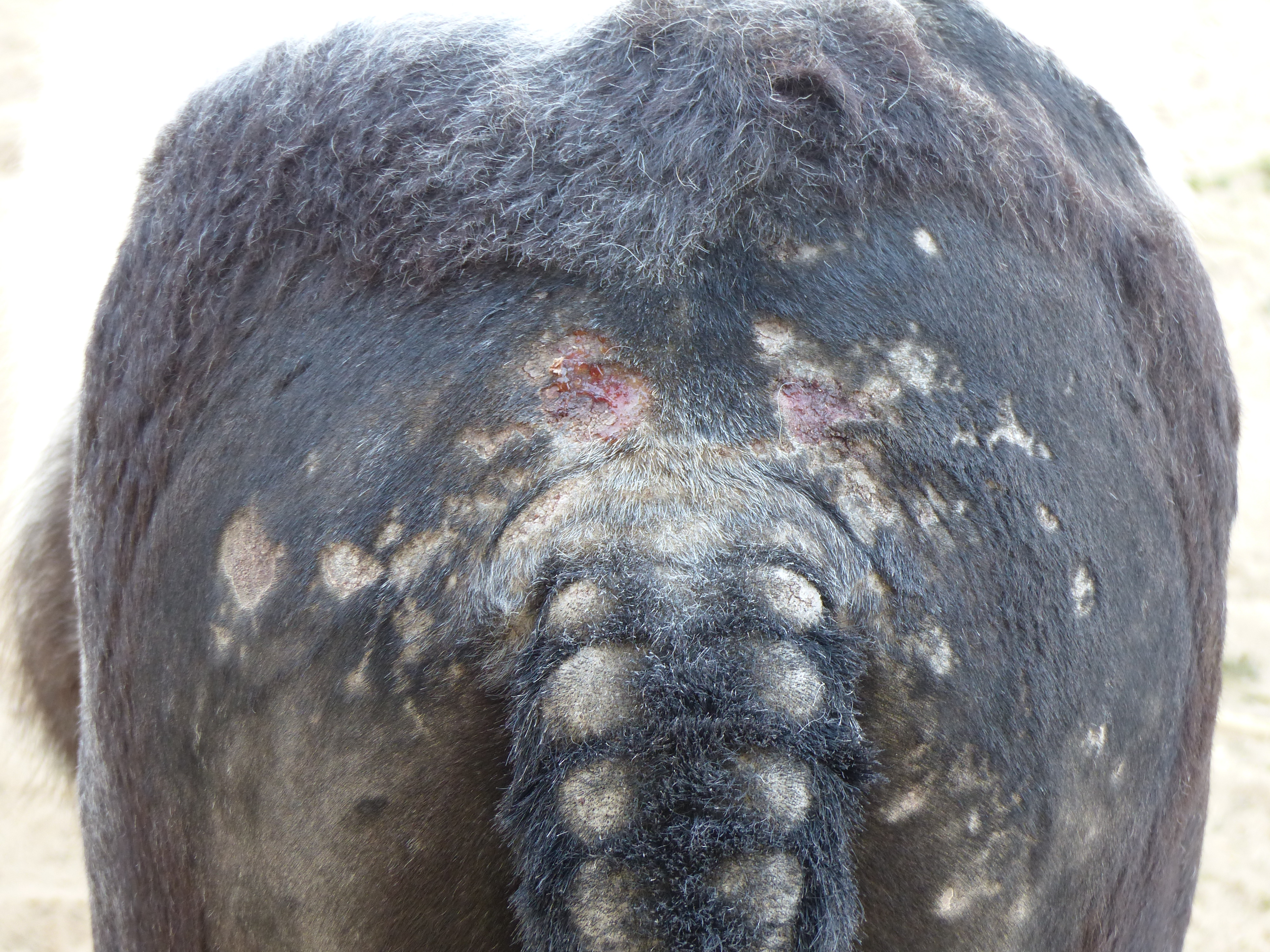

Die ersten Anzeichen, kleine Pusteln unmittelbar bedingt durch den Insektenstich sind noch kaum zu erkennen. In der Regel fällt zuerst der starke Drang zum Scheuern auf, zusammen mit einer Unruhe des Pferdes. Durch das ständige Scheuern fallen zunächst die Haare aus und es bilden sich offene, manchmal auch eitrige Stellen. Dies lockt noch mehr Insekten an. So entsteht ein Kreislauf, der sich selbst verstärkt.
Die Schweifrübe, der Mähnenkamm und auch der Bauch und Kruppe sowie die Ohren und Kinn sind die am häufigsten betroffenen Stellen.

## Vorbeugung und Behandlung
Vorbeugend gegen Sommerekzem ist der Schutz des Pferde vor Insektenstichen, z. B. mittels sogenannter Ekzemer-Decken und durch Weidegang nur zu Zeiten, während derer die Insekten weniger aktiv sind, also z. B. tagsüber bei trockener Hitze oder starkem Wind. Die Behandlung der Pferde mit Repellentien hat ebenfalls eine vorbeugende Wirkung, da Insektenstiche dadurch vermindert werden.
Bei vorhandenem Sommerekzem besteht die Behandlung in weiterer Vorbeugung gemäß obigem Abschnitt. Zusätzlich können lindernde Salben oder bei schwereren Fällen auch Kortikosteroide zum Einsatz kommen. Eine eventuell vorhandene Sekundärinfektion muss ebenfalls behandelt werden.